# قتل درجه سه
قتل درجهٔ سوم زیرگروهی از قتل است که در قوانین سه ایالت ایالات متحدهٔ آمریکا: فلوریدا، مینه‌سوتا و پنسیلوانیا تعریف شده‌است. همچنین پیش‌تر در نیومکزیکو (که زمانی پنج درجه قتل داشت) و ویسکانسین تعریف شده بود.
بسته به ایالت، قتل درجهٔ سه ممکن است تعریف متفاوتی داشته باشد و شامل موارد ذیل باشد: قتل جنایی بدون در نظر گرفتن جرم زمینه‌ای، قتل جسمی فقط در مواردی باشد که جرم زمینه‌ای خشونت‌آمیز نباشد، یا قتل قلبی فاسد، به این معنی که قصد کشتن از عناصر جرم محسوب نمی‌شود. این مجازات حداکثر با ۴۰ سال زندان در فلوریدا (در مورد یک جنایتکار حرفه‌ای خشن) و پنسیلوانیا و ۲۵ سال زندان در مینه‌سوتا می‌باشد.

## پیشینه و تاریخچه
نخستین تقسیم جرم عمومی قتل به زیرمجموعه‌های درجه‌بندی‌شده در سال ۱۷۹۴ م. در قانون پنسیلوانیا تصویب شد. این مصوبه غالباً با توجه به تمایل به محدودکردن دامنهٔ اعمال مجازات اعدام در آن ایالت و سایر ایالت‌ها که متعاقباً قتل را به درجهٔ «اول» و «دوم» درجه‌بندی می‌کنند، می‌پرداخت. قانون عرفی انگلیس که در قوانین ایالت‌های ایالات متحده پذیرفته شده بود، در آن زمان مجازات اعدام را برای تعداد زیادی از جرایم اعمال کرد. در نتیجه، ایالات به‌طور رسمی جرم قتل را به درجهٔ اول و دوم تقسیم کردند و مجازات اعدام را فقط برای مجرمان محکوم به قتل درجهٔ اول در نظر گرفتند. در سال ۱۹۵۳ سه ایالت - یعنی فلوریدا، مینه‌سوتا و ویسکانسین - زیر گروه قتل درجهٔ سوم را ایجاد کردند.